# Elezioni regionali in Abruzzo del 2008
Le elezioni regionali in Abruzzo del 2008 si sono tenute il 14 e 15 dicembre. La consultazione elettorale si è svolta con due anni di anticipo rispetto alla scadenza naturale della legislatura in seguito alle dimissioni di Ottaviano Del Turco, arrestato il 15 luglio 2008 per uno scandalo di tangenti legato alla sanità.
Giovanni Chiodi, esponente del Popolo della Libertà, è stato eletto presidente dell'Abruzzo col 48,81% dei voti, diventando il secondo governatore della regione alla guida di una coalizione di Centro-destra nella Seconda Repubblica, dopo Giovanni Pace. Il candidato espressione della maggioranza uscente di Centro-sinistra, il deputato dell'Italia dei Valori Carlo Costantini è stato sconfitto, fermandosi al 42,67% delle preferenze. Al terzo posto è arrivato Rodolfo De Laurentiis, ex parlamentare dell'Unione di Centro, che ha raccolto il 5,39%, seguito da Teodoro Buontempo de La Destra (1,90%), Ilaria Del Biondo, appoggiata dal Partito Comunista dei Lavoratori, che ha raccolto lo 0,76% e l'allora sindaco di San Giovanni Lipioni Angelo Di Prospero (0,46%), alla testa della lista Per il Bene Comune.
La prima lista per numero di voti è stata quella del Popolo della Libertà, che ha raccolto il 35,18% dei consensi, seguita dal Partito Democratico, che ha raccolto il 19,61% dei voti, e dall'Italia dei Valori, che ha raggiunto il 15,03%. Le altre formazioni ammesse al Consiglio regionale abruzzese sono state la lista civica Rialzati Abruzzo! (7,41%), Unione di Centro-UDEUR (5,61%), il Movimento per l'Autonomia (3,32%), Rifondazione Comunista (2,84%), La Sinistra (2,22%) e i Comunisti Italiani (1,83%).
Su 1.209.080 elettori abruzzesi, hanno votato in 640.520, ossia il 52,98% degli aventi diritto.

## Legge elettorale
Le elezioni regionali in Abruzzo del 2008 sono state disciplinate dalla normativa nazionale previste dalla Legge Tatarella del 1995. A causa della scadenza anticipata della legislatura, il Consiglio regionale dell'Abruzzo non ha potuto approvare una nuova legge elettorale.

### Sistema elettorale
Sia il Presidente della Regione sia i membri del Consiglio Regionale sono eletti a suffragio universale.
Diventa governatore il candidato che ottiene la maggioranza dei voti a livello regionale. Alla lista o alla coalizione vincente veniva garantito, qualora non avessero ottenuto il 60% dei voti validi, un premio di maggioranza, che prevedeva l'elezione dei componenti del listino regionale, collegato al presidente vincente. In particolare, la legge prescriveva che i seggi scattassero in relazione alla percentuale ottenuta dalla lista o coalizione vincitrice:
- Se essa otteneva meno del 50%, scattavano tutti i e sette i seggi, più quello del presidente eletto e del candidato secondo arrivato per numero di voti a livello regionale[3].
- Se essa otteneva una percentuale compresa tra il 50% e il 60%, venivano eletti i primi cinque consiglieri del listino vincente e i primi tre di quello collegato al candidato secondo arrivato per numero di voti a livello regionale[3].

La corsa per il Consiglio regionale, invece, prevedeva una competizione tra liste presentate all'interno delle quattro circoscrizioni elettorali, coincidenti con le quattro province abruzzesi. La ripartizione dei seggi avveniva secondo il sistema proporzionale e il metodo D'Hondt.

### Modalità di voto
Gli elettori hanno votato le due cariche su un'unica scheda. Erano possibili le seguenti modalità di voto:
- Voto al solo candidato presidente[3].
- Voto al candidato presidente e alla lista circoscrizionale, indicando una preferenza per un consigliere regionale, specificandone nome e cognome. Era ammesso il voto disgiunto, per cui il votante sceglie un candidato governatore e una lista a lui non collegata[3].
- Voto alla sola lista circoscrizionale. In questo caso, il voto si considerava estenso anche al candidato presidente[3].

## Candidati e liste
Alle elezioni sono stati ammessi 6 candidati presidenti e 15 liste.
 Centro-sinistra 
La coalizione di Centro-sinistra aveva riconfermato l'alleanza uscente. Avevano aderito il Partito Democratico, l'Italia dei Valori, Rifondazione Comunista, i Comunisti Italiani, il Partito Socialista, la Federazione dei Verdi e Sinistra Democratica. Questi ultimi si erano riuniti nella lista denominata La Sinistra.
L'aspirante governatore della maggioranza uscente è stato Carlo Costantini, inizialmente lanciato da Antonio Di Pietro, il 13 settembre 2008, come candidato della sola Italia dei Valori. Il 27 ottobre, poi, Costantini ha ricevuto l'appoggio ufficiale del Partito Democratico.
I democratici hanno organizzato, il 16 ottobre, le elezioni primarie per la scelta dei candidati al Consiglio regionale. Per l'occasione sono stati allestiti 423 seggi e gli elettori hanno potuto votare dalle ore 8 alle 21.
 Centro-destra 
La coalizione di Centro-destra era formata da quattro liste, di cui tre riconducibili a partiti e una lista civica: Il Popolo della Libertà, il Movimento per l'Autonomia, il Nuovo PSI (con la denominazione di Liberal Socialisti) e Rialzati Abruzzo!, in cui erano confluiti anche ex esponenti dell'Unione di Centro, fondatori della civica Abruzzo Futuro.
Come candidato presidente è stato scelto Giovanni Chiodi, sindaco uscente di Teramo, la cui discesa in campo è stata ufficializzata il 17 ottobre 2008.
 Centro 
In linea con quanto accaduto alle elezioni politiche di aprile, l'Unione di Centro aveva deciso di dar vita ad un polo centrista, rompendo con la Casa delle Libertà, all'interno della quale si era presentata durante le precedenti regionali. Alla lista si erano aggregati anche i Popolari UDEUR di Clemente Mastella che, inizialmente, aveva deciso di correre in solitaria.
Il candidato presidente scelto è stato l'ex deputato dell'Unione di Centro, Rodolfo De Laurentiis.
 La Destra 
La Destra, movimento sorto nel 2007 per scissione da Alleanza Nazionale, si presentava alle elezioni regionali abruzzesi al di fuori della coalizione di Centro-destra, rigettando l'alleanza con Il Popolo della Libertà. L'8 ottobre, il segretario del partito, Francesco Storace, aveva ufficializzato la candidatura di Teodoro Buontempo.
Presidente della Destra, Buontempo era originario di Carunchio (in provincia di Chieti), e aveva maturato esperienza politica come consigliere comunale a Roma e deputato. Prima della corsa in Abruzzo, in occasione delle elezioni provinciali del 13 e 14 aprile 2008, si era anche candidato alla presidenza della provincia di Roma col sostegno della sua formazione e della Lista Buontempo.
 Partito Comunista dei Lavoratori 
Come alle elezioni politiche del 2008, alle regionali abruzzesi, il Partito Comunista dei Lavoratori di Marco Ferrando si è presentato al di fuori della coalizione di Centro-sinistra, correndo con un proprio candidato.
L'aspirante governatrice è stata la pescarese Ilaria Del Biondo, già membro del Comitato politico nazionale di Rifondazione Comunista e fondatrice della Camera del Lavoro precario di Pescara.
 Per il Bene Comune 
La lista Per il Bene Comune ha partecipato alle elezioni regionali abruzzesi, candidando il sindaco di San Giovanni Lipioni Angelo Di Prospero, già esponente della Federazione dei Verdi.
Inizialmente la lista non era stata ammessa alla competizione. Tuttavia, il 18 novembre, il Tribunale amministrativo regionale dell'Aquila aveva considerato illegittima l'esclusione e ciò venne confermato il 26 novembre. A seguito di questo evento, la data delle elezioni è slittata di due settimane, dal 30 novembre e 1º dicembre al 14 e 15 dicembre.
 Candidati non ammessi 
Il 31 ottobre e il 1º novembre, cioè le date fissate per la presentazione delle candidature, non sono stati ammessi alla tornata due candidati: Roberto Fiore, appoggiato da Forza Nuova e Leopoldo Rossini, sostenuto dalla lista Alleanza Federalista-Lega Nord. Rossini aveva anche presentato ricorso sia al Tribunale Amministrativo Regionale, sia al Consiglio di Stato. In entrambi i casi, però, esso è stato rigettato.

## Risultati elettorali
|                                                                 | Giovanni Chiodi (Il Popolo della Libertà) ✔️ Presidente         | 295 371                                                         | 48,81 | Il Popolo della Libertà          | 190 919 | 35,19 | 15 |  |  |
| Rialzati Abruzzo!                                               | Giovanni Chiodi (Il Popolo della Libertà) ✔️ Presidente         | 295 371                                                         | 48,81 | 40 256                           | 7,42    | 3     |    |  |  |
| Movimento per l'Autonomia                                       | Giovanni Chiodi (Il Popolo della Libertà) ✔️ Presidente         | 295 371                                                         | 48,81 | 18 040                           | 3,32    | 1     |    |  |  |
| Liberal Socialisti                                              | Giovanni Chiodi (Il Popolo della Libertà) ✔️ Presidente         | 295 371                                                         | 48,81 | 7 753                            | 1,43    | –     |    |  |  |
| Seggi assegnati alla lista regionale                            | Seggi assegnati alla lista regionale                            | Seggi assegnati alla lista regionale                            | 48,81 | 8                                |         |       |    |  |  |
|                                                                 | Carlo Costantini (Costantini Presidente)                        | 258 199                                                         | 42,67 | Partito Democratico              | 106 410 | 19,61 | 7  |  |  |
| Italia dei Valori                                               | Carlo Costantini (Costantini Presidente)                        | 258 199                                                         | 42,67 | 81 557                           | 15,03   | 5     |    |  |  |
| Partito della Rifondazione Comunista                            | Carlo Costantini (Costantini Presidente)                        | 258 199                                                         | 42,67 | 15 435                           | 2,84    | 1     |    |  |  |
| La Sinistra (Verdi - SD)                                        | Carlo Costantini (Costantini Presidente)                        | 258 199                                                         | 42,67 | 12 054                           | 2,22    | 1     |    |  |  |
| Partito dei Comunisti Italiani                                  | Carlo Costantini (Costantini Presidente)                        | 258 199                                                         | 42,67 | 9 955                            | 1,83    | 1     |    |  |  |
| Partito Socialista                                              | Carlo Costantini (Costantini Presidente)                        | 258 199                                                         | 42,67 | 9 387                            | 1,73    | –     |    |  |  |
| Democratici per l'Abruzzo                                       | Carlo Costantini (Costantini Presidente)                        | 258 199                                                         | 42,67 | 7 507                            | 1,38    | –     |    |  |  |
| Seggio assegnato al candidato presidente classificatosi secondo | Seggio assegnato al candidato presidente classificatosi secondo | Seggio assegnato al candidato presidente classificatosi secondo | 42,67 | 1                                |         |       |    |  |  |
|                                                                 | Rodolfo De Laurentiis                                           | 32 604                                                          | 5,39  | Unione di Centro - UDEUR         | 30 452  | 5,61  | 2  |  |  |
|                                                                 | Teodoro Buontempo                                               | 11 514                                                          | 1,90  | La Destra                        | 9 597   | 1,77  | –  |  |  |
|                                                                 | Ilaria Del Biondo                                               | 4 625                                                           | 0,76  | Partito Comunista dei Lavoratori | 2 018   | 0,37  | –  |  |  |
|                                                                 | Angelo Di Prospero                                              | 2 791                                                           | 0,46  | Per il Bene Comune               | 1 237   | 0,23  | –  |  |  |
| Totale                                                          | Totale                                                          | 605 104                                                         | 100   |                                  | 542 577 | 100   | 45 |  |  |
|                                                                 |                                                                 |                                                                 |       |                                  |         |       |    |  |  |
| Schede bianche                                                  | Schede bianche                                                  | 11 846                                                          | 1,85  |                                  |         |       |    |  |  |
| Schede nulle                                                    | Schede nulle                                                    | 23 570                                                          | 3,68  |                                  |         |       |    |  |  |
| Votanti                                                         | Votanti                                                         | 640 520                                                         | 52,98 |                                  |         |       |    |  |  |
| Elettori                                                        | Elettori                                                        | 1 209 080                                                       |       |                                  |         |       |    |  |  |

## Composizione del Consiglio regionale
| Liste             | Liste                                  | Liste   | Liste   |
| Gruppi consiliari | Gruppi consiliari                      | Seggi   | Diff.   |
| ----------------- | -------------------------------------- | ------- | ------- |
|                   | Comunisti Italiani                     | 1 / 45  | Stabile |
|                   | Rifondazione Comunista                 | 1 / 45  | Stabile |
|                   | Partito Democratico                    | 7 / 45  | 5       |
|                   | Listino Costantini presidente          | 1 / 45  | 7       |
|                   | Italia dei Valori                      | 5 / 45  | 4       |
|                   | La Sinistra (SD-Federazione dei Verdi) | 1 / 45  | Stabile |
|                   | Unione di Centro-UDEUR                 | 2 / 45  | 2       |
|                   | Movimento per l'Autonomia              | 1 / 45  | 1       |
|                   | Rialzati Abruzzo!                      | 3 / 45  | 3       |
|                   | Il Popolo della Libertà                | 15 / 45 | 6       |
|                   | Listino - Il Popolo della Libertà      | 8 / 45  | 8       |
| Coalizioni        |                                        |         |         |
|                   | Coalizione di Centro-sinistra          | 16 / 45 | 11      |
|                   | Coalizione di Centro-destra            | 27 / 45 | 14      |
|                   | Unione di Centro - UDEUR               | 2 / 45  | 2       |
| Totale            | Totale                                 | 45 / 45 |         |

1. ↑  Differenza calcolata aggregando i seggi di Democratici di Sinistra e dalla Margherita.
2. ↑  Differenza calcolata aggregando i seggi di UDC e UDEUR
3. ↑  Differenza calcolata aggregando i seggi di Forza Italia, AN e Democrazia Cristiana per le Autonomie

### Consiglieri eletti
| Nome                  | Lista                             | Circoscrizione | Coalizione      | Preferenze | Note |
| --------------------- | --------------------------------- | -------------- | --------------- | ---------- | --- |
| Giovanni Chiodi       | Listino "Il Popolo della Libertà" | Nessuna        | Centro-destra   | Nessuna    | Presidente della Giunta Regionale                                                                            |
| Federica Chiavaroli   | Listino "Il Popolo della Libertà" | Nessuna        | Centro-destra   | Nessuna    | Dimissioni il 14/05/2013 Sostituita da Pasquale Di Nardo                                                     |
| Gianfranco Giuliante  | Listino "Il Popolo della Libertà" | Nessuna        | Centro-destra   | Nessuna    | Assessore (dal 25/01/2011)                                                                                   |
| Giuseppe Tagliente    | Listino "Il Popolo della Libertà" | Nessuna        | Centro-destra   | Nessuna    | |
| Antonio Del Corvo     | Listino "Il Popolo della Libertà" | Nessuna        | Centro-destra   | Nessuna    | Dimissioni il 14/04/2010 Sostituito da Emilio Iampieri                                                       |
| Berardo Rabbuffo      | Listino "Il Popolo della Libertà" | Nessuna        | Centro-destra   | Nessuna    | |
| Alessandra Petri      | Listino "Il Popolo della Libertà" | Nessuna        | Centro-destra   | Nessuna    | Segretario del Consiglio                                                                                     |
| Riccardo Chiavaroli   | Listino "Il Popolo della Libertà" | Nessuna        | Centro-destra   | Nessuna    | |
| Paolo Gatti           | Il Popolo della Libertà           | Teramo         | Centro-destra   | 10.098     | Assessore |
| Mauro Febbo           | Il Popolo della Libertà           | Chieti         | Centro-destra   | 9.959      | Assessore |
| Daniela Stati         | Il Popolo della Libertà           | L'Aquila       | Centro-destra   | 8.787      | Assessore (fino al 22/07/2010)                                                                               |
| Alfredo Castiglione   | Il Popolo della Libertà           | Pescara        | Centro-destra   | 8.290      | Vicepresidente della Giunta Regionale                                                                        |
| Lanfranco Venturoni   | Il Popolo della Libertà           | Teramo         | Centro-destra   | 7.453      | Assessore (fino al 01/09/2010)                                                                               |
| Nazario Pagano        | Il Popolo della Libertà           | Pescara        | Centro-destra   | 7.140      | Presidente del Consiglio                                                                                     |
| Walter Di Bastiano    | Il Popolo della Libertà           | L'Aquila       | Centro-destra   | 5.985      | |
| Luigi De Fanis        | Il Popolo della Libertà           | Chieti         | Centro-destra   | 5.746      | Sospeso dal 25/01/2014 al 17/04/2014 Sostituito temporaneamente da Raffaele Tenaglia                         |
| Lorenzo Sospiri       | Il Popolo della Libertà           | Pescara        | Centro-destra   | 5.661      | |
| Luca Ricciuti         | Il Popolo della Libertà           | L'Aquila       | Centro-destra   | 5.655      | |
| Emilio Nasuti         | Il Popolo della Libertà           | Chieti         | Centro-destra   | 5.652      | |
| Emiliano Di Matteo    | Il Popolo della Libertà           | Teramo         | Centro-destra   | 5.270      | |
| Nicoletta Verì        | Il Popolo della Libertà           | Pescara        | Centro-destra   | 5.258      | |
| Giandonato Morra      | Il Popolo della Libertà           | Teramo         | Centro-destra   | 5.084      | Assessore |
| Emilio Iampieri       | Il Popolo della Libertà           | L'Aquila       | Centro-destra   | 4.886      | Surroga il 20/04/2010 Sostituisce Antonio Del Corvo                                                          |
| Nicola Argirò         | Il Popolo della Libertà           | Chieti         | Centro-destra   | 4.869      | |
| Pasquale Di Nardo     | Il Popolo della Libertà           | Chieti         | Centro-destra   | 4.843      | Surroga il 14/05/2013, dimissioni il 06/07/2013 Sostituisce Federica Chiavaroli Sostituito da Nicola Mincone |
| Nicola Mincone        | Il Popolo della Libertà           | Chieti         | Centro-destra   | 3.910      | Surroga il 30/07/2013 Sostituisce Pasquale Di Nardo                                                          |
| Raffaele Tenaglia     | Il Popolo della Libertà           | Chieti         | Centro-destra   | 2.580      | Surroga temporanea dal 25/01/2014 al 17/04/2014 Sostituisce temporaneamente Luigi De Fanis                   |
| Carlo Masci           | Rialzati Abruzzo!                 | Pescara        | Centro-destra   | 3.667      | Assessore |
| Antonio Prospero      | Rialzati Abruzzo!                 | Chieti         | Centro-destra   | 2.794      | |
| Angelo Di Paolo       | Rialzati Abruzzo!                 | L'Aquila       | Centro-destra   | 2.746      | Assessore |
| Giorgio De Matteis    | Movimento per le Autonomie        | L'Aquila       | Centro-destra   | 3.493      | Vicepresidente del Consiglio                                                                                 |
| Carlo Costantini      | Listino "Costantini Presidente"   | Nessuna        | Centro-sinistra | Nessuna    | Candidato presidente arrivato secondo                                                                        |
| Claudio Ruffini       | Partito Democratico               | Teramo         | Centro-sinistra | 6.648      | |
| Giuseppe Di Luca      | Partito Democratico               | Teramo         | Centro-sinistra | 6.450      | |
| Giovanni D'Amico      | Partito Democratico               | L'Aquila       | Centro-sinistra | 4.775      | Vicepresidente del Consiglio                                                                                 |
| Giuseppe Di Pangrazio | Partito Democratico               | L'Aquila       | Centro-sinistra | 4.686      | |
| Marinella Sclocco     | Partito Democratico               | Pescara        | Centro-sinistra | 4.662      | |
| Camillo D'Alessandro  | Partito Democratico               | Chieti         | Centro-sinistra | 3.734      | |
| Franco Caramanico     | Partito Democratico               | Chieti         | Centro-sinistra | 3.200      | |
| Luigi Milano          | Italia dei Valori                 | L'Aquila       | Centro-sinistra | 3.320      | |
| Augusto Di Stanislao  | Italia dei Valori                 | Teramo         | Centro-sinistra | 2.996      | |
| Paolo Palomba         | Italia dei Valori                 | Chieti         | Centro-sinistra | 2.261      | |
| Camillo Sulpizio      | Italia dei Valori                 | Pescara        | Centro-sinistra | 2.202      | |
| Lucrezio Paolini      | Italia dei Valori                 | Chieti         | Centro-sinistra | 1.824      | |
| Maurizio Acerbo       | Rifondazione Comunista            | Pescara        | Centro-sinistra | 1.610      | |
| Walter Caporale       | La Sinistra                       | Chieti         | Centro-sinistra | 1.238      | |
| Antonio Saia          | Comunisti Italiani                | Pescara        | Centro-sinistra | 1.025      | |
| Antonio Menna         | UdC-UdEur                         | Chieti         | Centro          | 3.413      | |
| Luciano Terra         | UdC-UdEur                         | L'Aquila       | Centro          | 1.576      | Segretario del Consiglio                                                                                     |

## Analisi del voto

### Rapporto tra voto di lista e voto al presidente
Sia in termini di voto al presidente sia in quelli di voto di lista, il Centro-destra ha superato il Centro-sinistra. Nel primo caso, però, la differenza è molto più ampia del secondo. Giovanni Chiodi, infatti, distacca Carlo Costantini di 37.772 voti che, in termini percentuali, corrispondono al 6,14%. Le due coalizioni, invece, erano separate da 14.663 voti, cioè il 2,70%.
| Candidato presidente                    | Voti al candidato | Voti alle liste | Differenza |
| --------------------------------------- | ----------------- | --------------- | ---------- |
| Giovanni Chiodi (PdL)                   | 295.371           | 256.968         | 38.403     |
| Carlo Costantini (IdV)                  | 258.199           | 242.305         | 15.894     |
| Rodolfo De Laurentiis (UDC)             | 32.604            | 30.452          | 2.152      |
| Teodoro Buontempo (La Destra)           | 11.514            | 9.597           | 1.917      |
| Ilaria Del Biondo (PCL)                 | 4.625             | 2.018           | 2.607      |
| Angelo Di Prospero (Per il Bene Comune) | 2.791             | 1.237           | 1.564      |

Come si evince dalla tabella riepilogativa, Giovanni Chiodi è il candidato che ha ottenuto più voti rispetto alla sua coalizione (38.403, pari al 13% in più), mentre Ilaria Del Biondo e Angelo Di Prospero hanno fatto registrare una maggiore variazione percentuale in questa differenza: la prima ha preso 2.607 voti in più rispetto alle liste del Partito Comunista dei Lavoratori (cioè il 56,36%), mentre il secondo ha avuto 1.524 preferenze in più rispetto a Per il Bene Comune.
Carlo Costantini, invece, ha raccolto 15.894 voti più della coalizione di Centro-sinistra (cioè il 6,15% in più), mentre Rodolfo De Laurentiis ha totalizzato 2.152 preferenze in più in paragone alle liste di UDC-UDEUR (6,60% in più). Infine Teodoro Buontempo ha ottenuto 1.917 voti di più rispetto a quelli de La Destra (cioè il 16,64% in più).

### Trend di voto
Rispetto alle precedenti elezioni, Carlo Costantini e Giovanni Chiodi arretrano in termini di voti. 
Il primo, infatti, perde 188.408 voti e 15,57 punti rispetto ad Ottaviano Del Turco, mentre Chiodi lascia sul terreno 16.176 preferenze, pur ottenendo 8,16 punti in più di Giovanni Pace.
Tuttavia, è bene ricordare che, tra le elezioni regionali dell'aprile 2005 e la tornata anticipata in Abruzzo del 2008, il quadro politico si è evoluto verso una progressiva trasformazione dei partiti tradizionali e una destrutturazione delle coalizioni.
Operando, quindi, un paragone più preciso con L'Unione e la Casa delle Libertà, si ottiene che mentre complessivamente Carlo Costantini e Ilaria Del Biondo perdono 183.783 preferenze e il 14,81%, al contrario Giovanni Chiodi, Rodolfo De Laurentiis e Teodoro Buontempo ottengono 17.942 voti in più rispetto all'ex governatore Pace, guadagnando il 15,44%.
| Partito                 | Diff. con. Reg. 2005 | Diff. Seggi |
| ----------------------- | -------------------- | ----------- |
| Partito Democratico     | 15,72                | 5           |
| Italia dei Valori       | 12,58                | 4           |
| Partito Socialista      | 3,48                 | 2           |
| Federazione dei Verdi   | 0,21                 | 0           |
| Comunisti Italiani      | 1,12                 | 1           |
| Rifondazione Comunista  | 2,07                 | 1           |
| Unione di Centro        | 7,54                 | 2           |
| Il Popolo della Libertà | 5,21                 | 7           |

In termini di voto alle liste, sia il Centro-destra sia il Centro-sinistra sono arretrati rispetto 2005. La prima ha perso 45.367 voti, se si considera solamente l'alleanza che sosteneva Giovanni Chiodi, mentre diventano 4.958 se il paragone è con il complessivo dei tre candidati riconducibili alla Casa delle Libertà sopra indicati. La seconda, invece, è arretrata di 182.550 voti se si considera la sola coalizione di Carlo Costantini, mentre essa ha perso 180.532 preferenze se L'Unione è paragonata ai voti presi complessivamente dalle coalizioni di Costantini e di Ilaria Del Biondo.
Passando ai partiti, il Partito Democratico è la formazione che perde di più, lasciando sul terreno il 15,72% e 5 seggi, seguita dall'UDC-UDEUR (-7,54%), dal Partito Socialista (-3,48%), Rifondazione Comunista (-2,07%) e i Comunisti Italiani (-1,12%). Al contrario, crescono l'Italia dei Valori, che guadagna il 12,58% e 4 seggi, e Il Popolo della Libertà, che ottiene 7 seggi e il 5,21% in più rispetto al 2005.

### Analisi territoriale del voto
Giovanni Chiodi e la sua coalizione sono stati i più votati in tre circoscrizioni su quattro, mentre Carlo Costantini e il Centro-sinistra hanno ottenuto più preferenze solamente in provincia di Pescara con circa 3.000 voti di margine. In provincia di Chieti si è trattato un testa a testa, con circa 3.500 voti di scarto tra i due candidati (1,92% tra i candidati presidente e 1,93% tra le coalizioni), mentre Chiodi ha prevalso in maniera più ampia sia in provincia dell'Aquila (con un vantaggio di circa 12.400 preferenze) sia in provincia di Teramo, con circa 23.000 voti in più su Costantini.
In tutte le circoscrizioni regionali, gli altri candidati sono arrivati nel seguente ordine, ottenendo il loro miglior risultato sia in termini di voti sia in termini percentuali in provincia di Chieti: terzo Rodolfo De Laurentiis, quarto Teodoro Buontempo, quinta Ilaria Del Biondo, sesto Angelo Di Prospero.
A livello comunale, Giovanni Chiodi ha prevalso in gran parte dei comuni della provincia di Teramo, dell'hinterland di Chieti, della Val di Sangro e dei Frentani, oltre a parte della Marsica e della Valle Aterno. Carlo Costantini, invece, è stato il candidato più votato nei centri della Maiella e del Gran Sasso aquilano, in Val Pescara, nel Vastese, nei centri più occidentali della Marsica e in quelli più meridionali della Valle del Liri. Unico comune aggiudicato da un altro candidato è stato San Giovanni Lipioni, dove ha prevalso Angelo Di Prospero, che all'epoca era sindaco di quel comune.
| Candidati             | Voti e percentuali | Voti e percentuali | Voti e percentuali | Voti e percentuali |
| --------------------- | ------------------ | ------------------ | ------------------ | ------------------ |
| Candidati             | Chieti             | L'Aquila           | Pescara            | Teramo             |
| Giovanni Chiodi       | 83.221 (45,72%)    | 70.801 (49,76%)    | 64.898 (46,14%)    | 76.451 (54,55%)    |
| Carlo Costantini      | 79.680 (43,78%)    | 58.418 (41,06%)    | 66.477 (47,26%)    | 53.624 (38,26%)    |
| Rodolfo De Laurentiis | 11.781 (6,47%)     | 8.700 (6,11%)      | 5.526 (3,93%)      | 6.597 (4,71%)      |
| Teodoro Buontempo     | 3.715 (2,37%)      | 3.243 (2,28%)      | 1.895 (1,35%)      | 2.061 (1,47%)      |
| Ilaria Del Biondo     | 1.603 (0,88%)      | 872 (0,61%)        | 1.191 (0,85%)      | 959 (0,68%)        |
| Angelo Di Prospero    | 1.410 (0,77%)      | 252 (0,18%)        | 668 (0,47%)        | 461 (0,33%)        |

| Candidati                        | Voti e percentuali | Voti e percentuali | Voti e percentuali | Voti e percentuali |
| -------------------------------- | ------------------ | ------------------ | ------------------ | ------------------ |
| Candidati                        | Chieti             | L'Aquila           | Pescara            | Teramo             |
| Il Popolo della Libertà          | 76.475 (45,99%)    | 64.508 (48,75%)    | 56.585 (44,97%)    | 59.400 (50,28%)    |
| Costantini presidente            | 73.262 (44,06%)    | 57.062 (43,12%)    | 61.907 (49,20%)    | 50.074 (42,38%)    |
| UDC-UDEUR                        | 11.046 (6,64%)     | 7.594 (5,74%)      | 4.975 (3,95%)      | 6.837 (5,79%)      |
| La Destra                        | 3.715 (2,23%)      | 2.705 (2,04%)      | 1.342 (1,07%)      | 1.835 (1,55%)      |
| Partito Comunista dei Lavoratori | 924 (0,56%)        | 459 (0,35%)        | 635 (0,50%)        | N.D.               |
| Per il Bene Comune               | 862 (0,52%)        | N.D.               | 375 (0,30%)        | N.D.               |